# Skóra właściwa

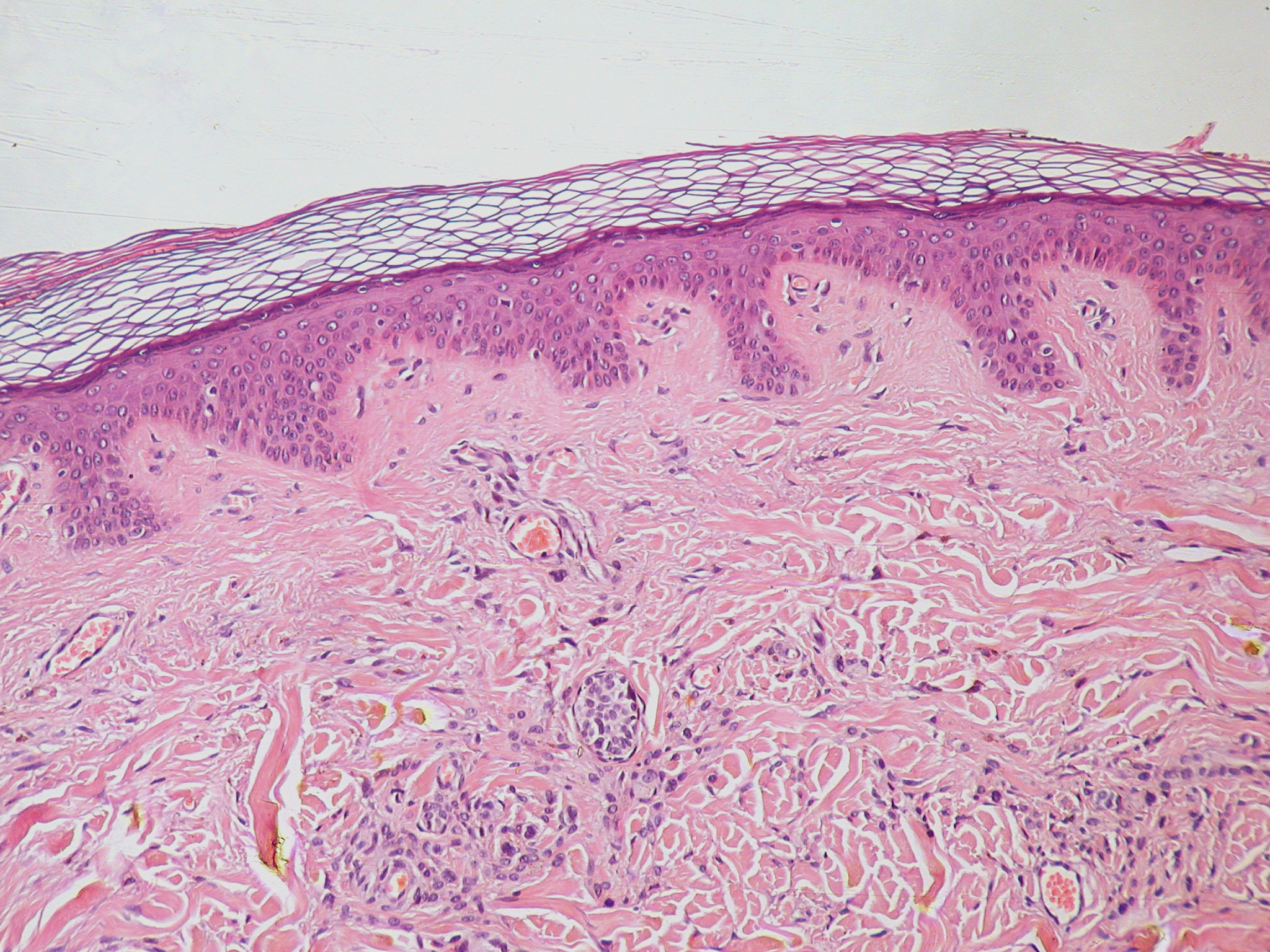
ludzka skóra właściwa (z naskórkiem)

Skóra właściwa (łac. cutis vera) – warstwa skóry znajdująca się pod naskórkiem, u człowieka ma około 2 mm grubości.

## Budowa
Skóra właściwa składa się z tkanki łącznej zbitej o utkaniu nieregularnym, zawierającej włókna kolagenowe i elastynowe. Posiada dużą sprężystość i wytrzymałość na rozerwanie. W skórze właściwej znajdują się także liczne naczynia krwionośne i zakończenia nerwowe. Te ostatnie zapewniają między innymi uczucie dotyku, ucisku, zimna, ciepła oraz bólu. W skórze właściwej i częściowo w tkance podskórnej zanurzone są torebki włosów oraz wydzielnicze części gruczołów łojowych i potowych. Wydzielina gruczołów łojowych – łój – natłuszcza naskórek i włosy. Wydzielina gruczołów potowych – pot – składa się głównie z wody z pewną ilością chlorku sodu i mocznika. Wydzielanie potu związane jest z termoregulacją oraz z mechanizmami obronnymi.

## Wytwory skóry właściwej
- łuski
- promienie płetw
- poroże
- opuszki
- narządy świetlne

## Rola
Skóra właściwa bierze udział w termoregulacji, uczestniczy w wydalaniu łoju, wody, soli, dwutlenku węgla i innych substancji, a receptory, które się w niej znajdują, przekazują informacje o zmianach w środowisku zewnętrznym (temperatura, ciśnienie, nacisk).

Przeczytaj ostrzeżenie dotyczące informacji medycznych i pokrewnych zamieszczonych w Wikipedii.